# 하세가와 고
하세가와 고(일본어: 長谷川 洸, 1995년 5월 16일~)는 일본의 축구 선수이다.

## 구단 경력
그는 2018년 J2리그의 도쿄 베르디에 입단했다. 2023년 몬테디오 야마가타로 이적했다.